# Área de paisaje protegido de Biele Karpaty
El Área de Paisaje Protegido de los Cárpatos Blancos (Eslovaco: Chránená krajinná oblasť Biele Karpaty) es una de las 14 áreas de paisaje protegidas en Eslovaquia. El área de paisaje protege la parte eslovaca de los Cárpatos blancos, parte de los Cárpatos eslovaco-moravos, en Eslovaquia occidental. El área se extiende desde el distrito de Skalica en el sudoeste hasta el distrito de Púchov en el noreste, formando la frontera entre Eslovaquia y la República Checa y tiene aproximadamente 80 km de longitud.
Área de Paisaje Protegido de los Cárpatos Blancos se fundó el 12 de julio de 1979 y la ley se modificó el 28 de agosto de 2003.

## Biología y ecología
Los bosques cubren 299.8 km² el (67.26%) del área. Los géneros de árboles más difundidos son el haya, el tilo y el fresno. Otras plantas incluyen orquídeas, por ejemplo Dactylorhiza fuchsii subsp. Sooiana y Ophrys holubyana. Las zonas privadas a menudo albergan especies en peligro de extinción, como la corncockle (Agrostemma githago), los ranúnculos (Ranunculus arvensis) y Nigella arvensis.
Los animales están representados por la mantis europea, Rosalia alpina, Lucanus cervus, Apollo de montaña, tritón de cresta grande, cigüeña negra, halcón de Saker, águila de Eurasia, lince eurasiático y gato montés.